# Tirano

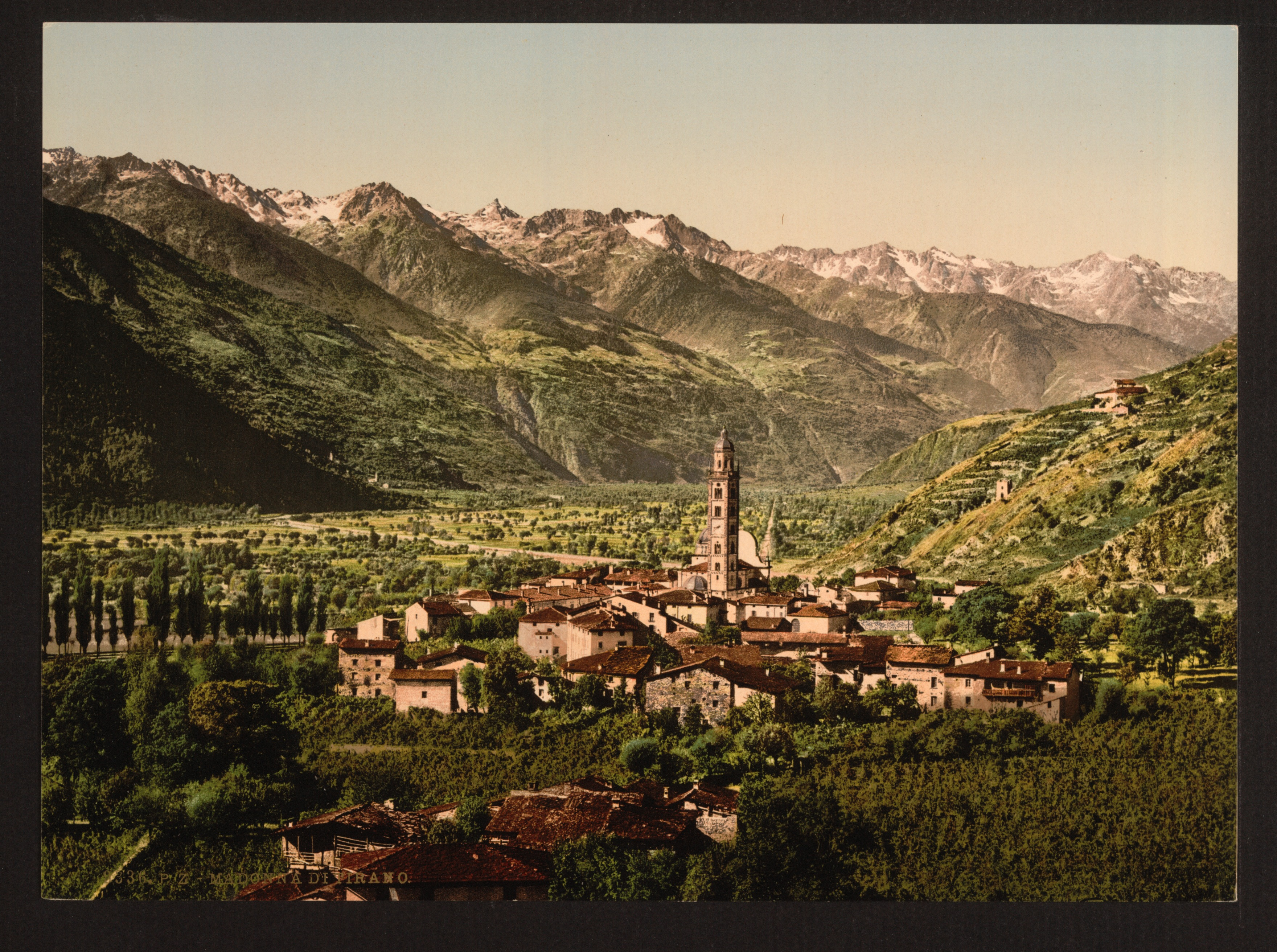
Tirano tra il 1890 e il 1900

Tirano (Tiràn in dialetto valtellinese, Tiraun in romancio, Thiran in tedesco desueto) è un comune italiano di 9191 (01/01/2024) abitanti della provincia di Sondrio in Lombardia. A pochissimi minuti dal confine con la Svizzera, è reso celebre per il suo santuario dedicato alla Madonna di Tirano, e per essere capolinea della pittoresca linea ferroviaria Tirano-Sankt Moritz (Ferrovia del Bernina).

## Geografia fisica
Paese situato a circa 2 km dal confine con la Svizzera, è un importante centro turistico e luogo d'incontro di diverse vie di comunicazione: si trova infatti in corrispondenza dell'intersezione tra la Strada Statale n. 38 (cosiddetta "Statale dello Stelvio") e della strada che porta al Passo del Bernina ed in Engadina ed inoltre è capolinea delle linee ferroviarie Tirano-Milano tramite la Ferrovia della Valtellina (Ferrovie dello Stato) e Tirano-Sankt Moritz (Ferrovia Retica).
mantiene quasi ovunque lussureggiante si ma immutata»
(Fabio Besta, "Guida alla Valtellina ed alle sue acque minerali", 1884)
Sorge a un'altitudine di 441 m ed è contornato dalle montagne: a sud le Alpi Orobie valtellinesi, a nord il massiccio del Bernina e a nord-est quello dello Stelvio. L'abitato è situato nei pressi della confluenza dei fiumi Adda e Poschiavino e delle valli in cui questi scorrono, rispettivamente la Valtellina e la Val Poschiavo, quest'ultima pressoché interamente ubicata in territorio svizzero. È considerato dai valtellinesi il primo paese dell' "Alta Valle".
L'importanza della posizione geografica del centro, che spinse Ludovico il Moro a fortificare l'abitato, seppe garantire un certo benessere, di cui danno testimonianza i bei palazzi signorili eretti tra XVI e XVII secolo.
È rinomata anche per la presenza di un santuario mariano posto nella parte settentrionale dell'abitato.

## Origini del nome
Sull'etimologia del nome "Tirano" gli storici e gli specialisti, in varie epoche, si sono dati battaglia e alcuni optano per “inter amnes” cioè tra i fiumi: infatti, il paese si trova tra i fiumi Adda e Poschiavino.

## Storia

### Le origini antiche
Fu abitata già in epoca preistorica, come dimostrano le incisioni rupestri, i pugnali del XVIII secolo a.C. e la stele dell'età del rame ora sita presso l'Antiquarium Tellino. Sulla base dei reperti ritrovati pare accertata la presenza di etruschi e celti sull'area, ma si può ad oggi a giusta ragione ritenere che il nucleo originario della città di Tirano abbia avuto origini romane e che sia sorto ai piedi del pendio di Roncaiola giungendo sino alle sponde dell'Adda già in età imperiale.
Col crollo dell'Impero, la città venne conquistata dai Longobardi e successivamente passò entro le dipendenze della Diocesi di Como. Tirano nella storia si è sempre trovata in una posizione strategica di primaria importanza, di cui si occuparono le Cancellerie di Parigi, Vienna, Venezia e Madrid. Infatti, chi possedeva il castello ed il relativo borgo fortificato possedeva le chiavi d'accesso all'Engadina, al lago di Como, all'Impero germanico ed alla Serenissima Repubblica di Venezia, i cui confini includevano la vicina Valcamonica. A Tirano il Castello del Dosso venne costruito proprio per iniziativa vescovile, e sarà alla base della contesa tra guelfi e ghibellini nel paese, fervente la rivalità tra l'influenza dei comaschi e dei milanesi sul borgo.

### Il periodo medievale e sforzesco

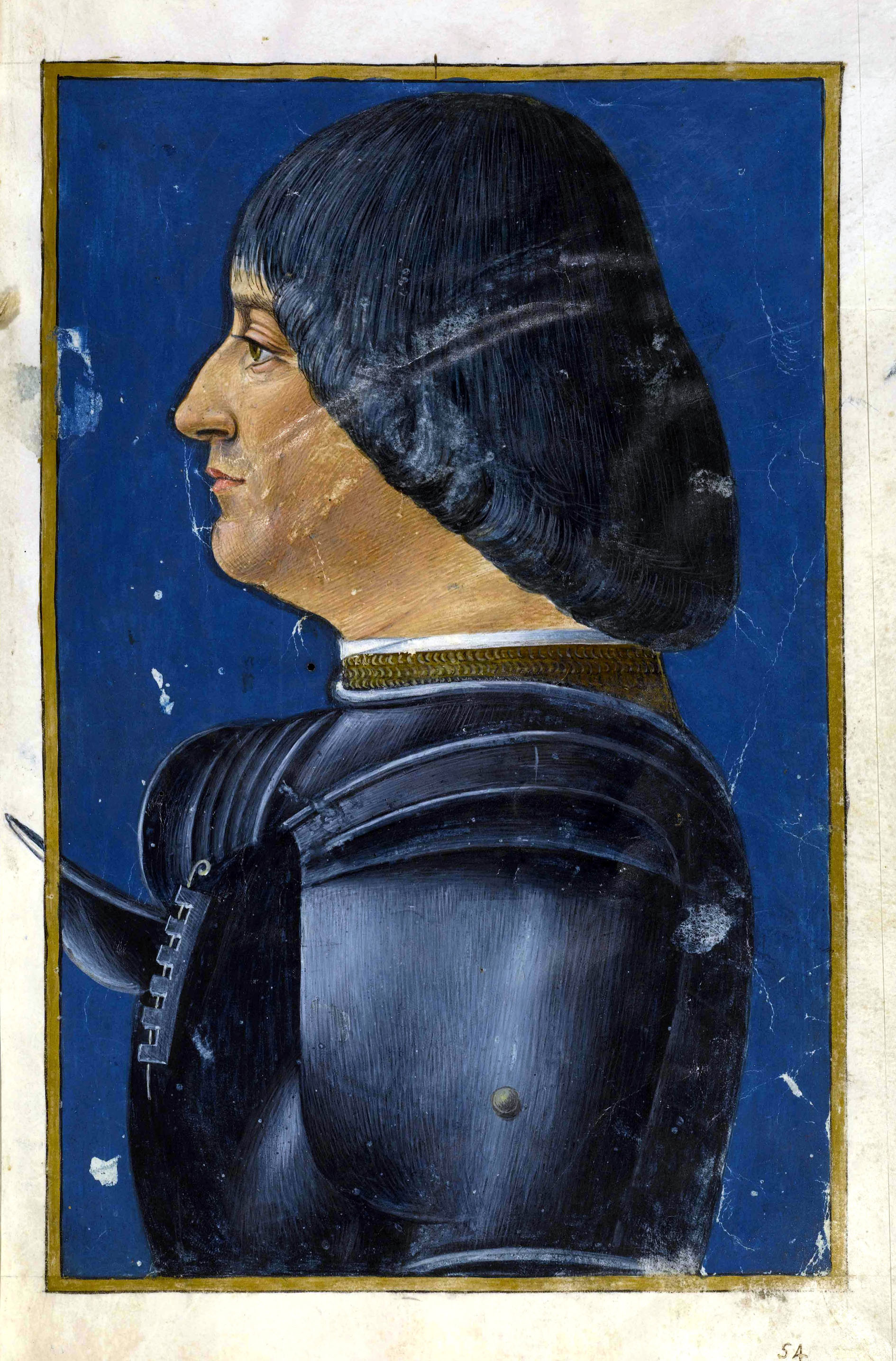
Ludovico il Moro, Duca di Milano, che promosse a Tirano la costruzione delle prime fortificazioni stabili contro le avanzate degli svizzeri

Dopo una breve signoria dei Capitanei di Stazzona, Tirano cadde come tutta la Valtellina sotto la dominazione dei Visconti che divennero nel contempo signori di Milano e Como. Nel 1457 anche la città venne obbligata a prestare giuramento all'effimera Repubblica Ambrosiana per poi tornare sotto il dominio ducale con gli Sforza, ai quali rimase sino al 1487 quando i Grigioni occuparono Bormio e, scendendo per la Valtellina, depredarono e saccheggiarono l'area abitata tiranese.
Ludovico il Moro, duca di Milano, temendo di perdere la città e il suo territorio, si apprestò pertanto a fortificarla con la costruzione di una cerchia di mura difensive. L'architetto Giovanni Antonio Amadeo, eletto nei ranghi degli ingegneri ducali, nel 1488 si era recato a Piattamala (frazione di Tirano) per procedere al "restauro delle fortificazioni" locali, poiché il duca aveva ragione di temere della nuova politica aggressiva degli Svizzeri. Alla sconfitta degli sforzeschi, però, assieme a tutto il Ducato di Milano, Tirano passò nelle mani dei francesi che dal 1512 dovettero cederla alla Repubblica delle Tre Leghe, attuale Cantone dei Grigioni.
Avvenimento chiave nella storia di Tirano fu la dichiarazione da parte della comunità cattolica della miracolosa apparizione della Madonna il 29 settembre 1504, con la successiva edificazione del santuario dedicato alla Beata Vergine, che divenne ben presto il baluardo del cattolicesimo contro la diffusione della riforma protestante promossa dalle Leghe grigionesi, questione non certo destinata a concludersi nel Cinquecento come si vedrà in seguito..
La vocazione commerciale della città si focalizzò nel 1514 quando, su autorizzazione del governo grigione, nelle zone adiacenti al santuario e per più giorni si tenne la fiera di San Michele, una vera e propria fiera internazionale che aveva la durata di due settimane, nella quale i mercanti erano ospitati con le loro merci nei fondaci (alcuni ancora esistenti) e dove i prodotti di Venezia, d'Austria e di Francia venivano commercializzati..

### Questioni religiose dei secoli XVI-XVII

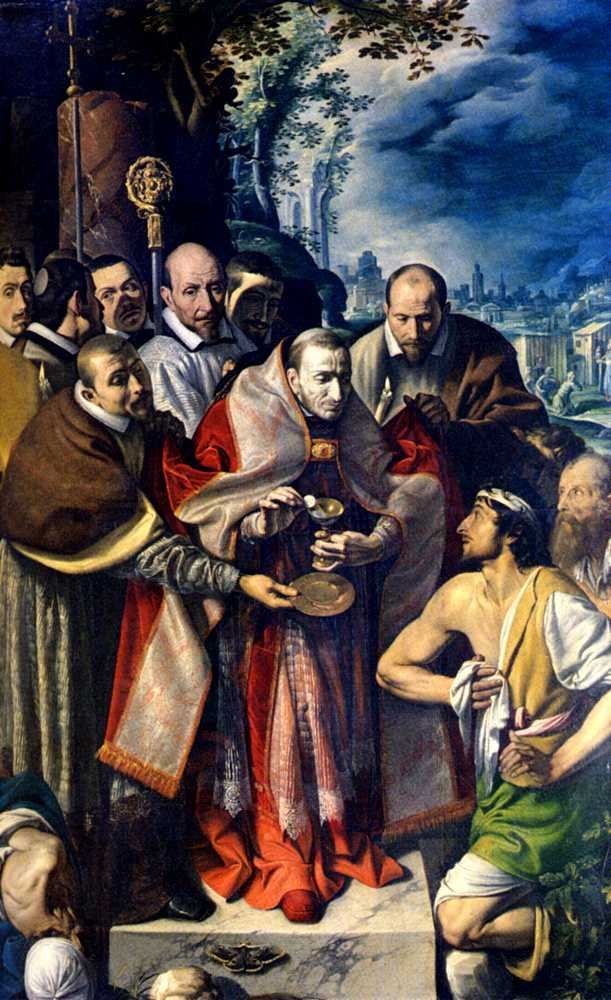
San Carlo Borromeo, in occasione della sua visita pastorale a Tirano, amministrò la cresima e la comunione sul sagrato della chiesa cittadina

Nel 1580 il paese accolse la visita pastorale dell'Arcivescovo di Milano, San Carlo Borromeo, che trascorse nella cittadina una notte intera in preghiera al Santuario, della cui Madonna era fervente devoto e che favorì con ogni suo mezzo come già aveva fatto per un altro santuario mariano post-tridentino, quello di Corbetta (MI). Dopo pochi anni, il vescovo di Como, Feliciano Niguarda, si recò in visita pastorale a tutta la Valtellina, e dagli atti del suo viaggio si possono oggi trarre dati di rilievo per la ricostruzione delle vicende storiche del paese alla fine del XVI secolo.
Nel 1606 vennero pubblicati per la prima volta i "Capitoli novi della magnifica università di Tirano", un insieme di leggi per la regolamentazione della vita dei cittadini di Tirano, sul modello di regolamenti che similmente si erano diffusi in Svizzera, anche se i rapporti con i Grigioni si fecero sempre più aspri soprattutto per i numerosi attriti di stampo religioso che ponevano come sempre i cattolici valtellinesi in contrasto con la maggioranza protestante della Repubblica delle Tre Leghe. Il nuovo credo aveva trovato una certa diffusione presso la classe dirigente di Tirano, mentre il popolo supportava perlopiù il clero cattolico il quale temeva di perdere i propri secolari privilegi e la propria influenza sul borgo.

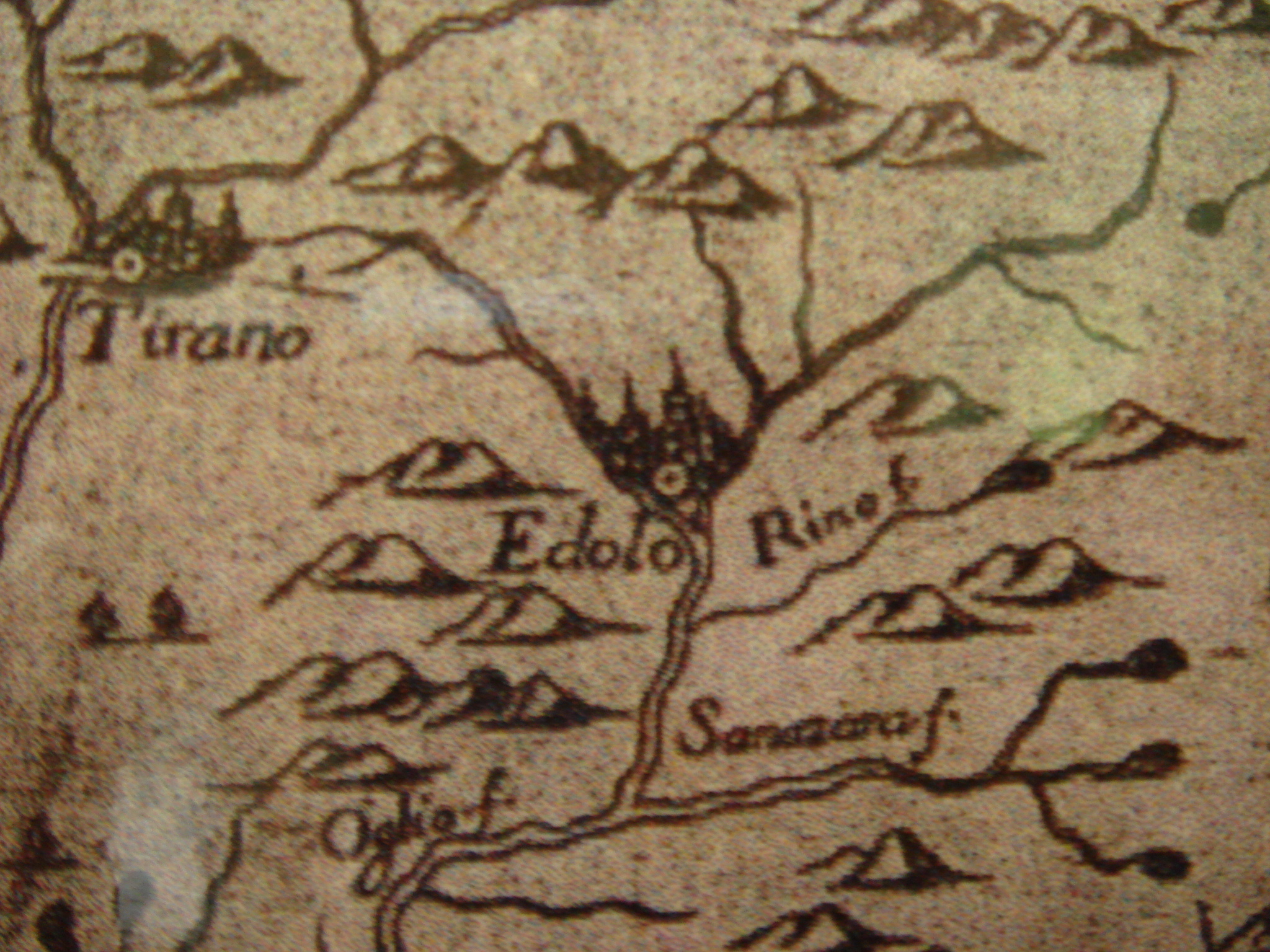
La posizione strategica della città di Tirano la rese importante come luogo di passaggio per gli eserciti, divenendo un punto strategico per le operazioni militari del Seicento (qui una mappa del territorio tiranese del 1642).

Nel 1619, pertanto, venne convocato a Tirano un sinodo protestante e nel contempo se ne svolse uno cattolico a Como presso la sede della diocesi. Questo atto era volutamente provocatorio e come tale, il 19 luglio 1620, ebbe inizio a Tirano il cosiddetto "Sacro Macello di Valtellina", una vera e propria rivolta che i cattolici intransigenti valtellinesi guidarono contro i sostenitori del protestantesimo, il che costrinse anche i Grigioni ad abbandonare molti punti chiave in città ed a fare ritorno entro i confini svizzeri. Malgrado questo tentativo avesse portato ad una separazione temporanea della Valtellina dai dominatori retici, già dal 1639, con il "Capitolato di Milano", la Valtellina fece ritorno sotto il dominio dei Grigioni, i quali però riaffermarono la tolleranza religiosa verso la maggioranza di fede cattolica.

### Il Settecento e la Rivoluzione Francese

Il Generale Napoleone Bonaparte con l'Editto di Passariano decretò l'unione della Valtellina alla Repubblica Cisalpina, unendo per sempre le sorti di Tirano alla storia della Lombardia.

Nel Settecento Tirano rimase sotto la dominazione grigionese, ma già sul finire del secolo incominciarono a sentirsi le prime avvisaglie della Rivoluzione francese con piccole e grandi insurrezioni che interessarono l'abitato. Il 10 ottobre 1797, con il Trattato di Campoformio, l'allora Generale Napoleone Bonaparte decretò l'unione della Valtellina alla Repubblica Cisalpina, sotto la reggenza di Francesco Melzi d'Eril, e dei Grigioni alla nuova Repubblica elvetica, oggi Confederazione svizzera. Fu con l'amministrazione rivoluzionaria, paradossalmente, che a Tirano si creò il primo apparato amministrativo stabile e funzionale che fece ricadere l'area del tiranese nel Dipartimento dell'Adda e dell'Oglio, migliorando anche le comunicazioni interne con la costruzione di una strada che congiungeva Colico a Sondrio.
Irreparabile si rivelò il sequestro dei beni preziosi appartenenti al tesoro del Santuario della Madonna di Tirano nel 1798, operato dalle forze francesi per il sostegno delle truppe che inviarono tali ricchezze alla capitale Milano per poi essere disperse.
A complicare la situazione, l'8 dicembre 1807 si abbatte su Tirano una calamità naturale: a causa delle molte piogge del periodo, un'enorme frana scende a valle del Monte Masuccio andando a sbarrare il corso del fiume Adda, creando una barriera di 43 metri che minaccia anche il borgo di Lovero. La disgrazia sembrava essersi fermata quando, nel maggio dell'anno successivo, con lo scioglimento della neve accumulatasi nell'area durante l'inverno, la parte alta della diga naturale creatasi con la frana cedette e scese torrenzialmente mista ad acqua sino all'abitato tiranese spazzando via vigneti, terreni coltivati, case
e distruggendo il ponte di comunicazione della cittadina.

### La dominazione austriaca e la seconda guerra d'indipendenza

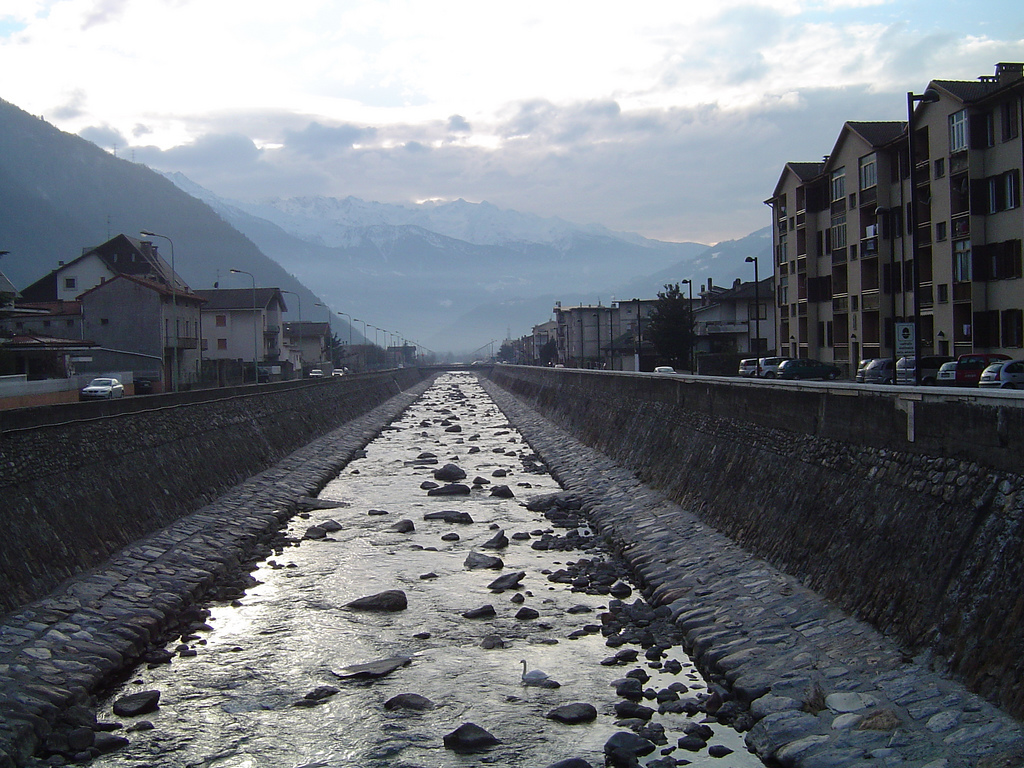
Il fiume Adda nel tratto che attraversa Tirano: si noti la perfetta canalizzazione voluta dal governo austriaco nella prima metà dell'Ottocento.

Dopo il Congresso di Vienna, la Valtellina e Tirano vennero annesse alla Lombardia e divennero parte del Regno Lombardo-Veneto del quale condivideranno tutte le sorti, godendo ad ogni modo di un periodo di florido benessere dato da una serie di opere stradali che gli austriaci compirono nell'area, potenziando la viabilità della Valtellina e fortificarono le rive dell'Adda e proteggendo il paese da possibili esondazioni. Parallelamente venne costruita una Strada Regia che segnò definitivamente la crescita del paese che si trovò ben presto al centro di nuovi sbocchi commerciali con l'area lombarda.
Effetti quasi del tutto nulli ebbero i moti rivoluzionari del 1820 e del 1848 nell'area valtellinese. Una risonanza ben maggiore ebbe invece la vittoria franco-piemontese alla Battaglia di Magenta che spinse i consiglieri comunali di Tirano, il 6 giugno 1859, a votare un documento con il quale l'area del tiranese veniva annessa spontaneamente al nuovo stato italiano, patto suggellato pochi giorni dopo dal trionfale ingresso di Giuseppe Garibaldi, già vincitore nella Battaglia di Varese.

### Dalla proclamazione del Regno d'Italia ai giorni nostri

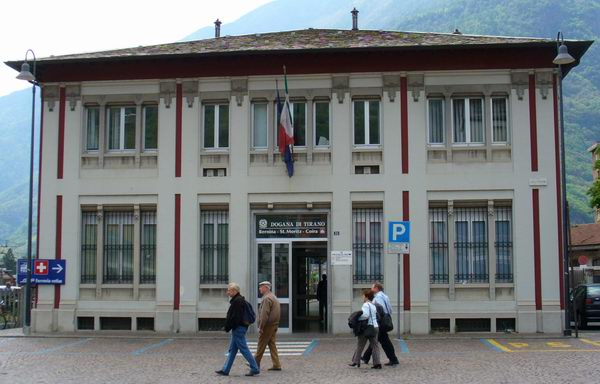
La stazione ferroviaria delle Ferrovie retiche di Tirano

Con la proclamazione del Regno d'Italia nel 1861, Tirano conobbe un ulteriore periodo di sviluppo, anche se a partire dalla seconda metà del XIX secolo iniziò copioso il fenomeno dell'emigrazione. Questo fatto permise comunque il raggiungimento di alcuni obbiettivi di sviluppo fondamentali, come ad esempio la costruzione della ferrovia locale che giunse agli inizi del XX secolo, e nel 1902 venne erealizzato il tratto Sondrio-Tirano, mentre nel 1909 nacque la tratta St.Moritz-Tirano.
Per la sua vicinanza con la Svizzera, Tirano divenne punto di passaggio per gli ebrei (uomini, donne, bambini, anziani) che dall'Italia nel 1943-45 cercavano di passare clandestinamente il confine per sfuggire alle persecuzioni razziali. Per tantissimi (in particolare per i 250 ebrei croati internati nella vicina Aprica) fu la via alla libertà; per molti (almeno 32) il luogo di arresto e la prima tappa verso la deportazione e la morte ad Auschwitz.
Dopo i due conflitti mondiali, Tirano conobbe il boom economico degli anni '50 e '60 con un conseguente aumento del fenomeno del contrabbando data la vicinanza con le aree della Svizzera. Oggi il paese è una meta turistica per le vicine località sciistiche.

### Simboli
Lo stemma della Città di Tirano è stato concesso con decreto del presidente della Repubblica del 21 aprile 1999.
(D.P.R. 21.04.1999, concessione di stemma e gonfalone)
Il castello è una probabile allusione alla cinta muraria delle fortificazioni sforzesche, l'aquila agli antichi legami feudali di derivazione imperiale della città ed è presente anche nello stemma della famiglia Visconti Venosta.
La descrizione araldica della bandiera è la seguente:

(Descrizione araldica della bandiera.)

## Monumenti e luoghi d'interesse

### Architetture religiose
Il più antico edificio di culto dedicato a Sant'Adalberto di Como è scomparso.

#### Santuario della Madonna di Tirano

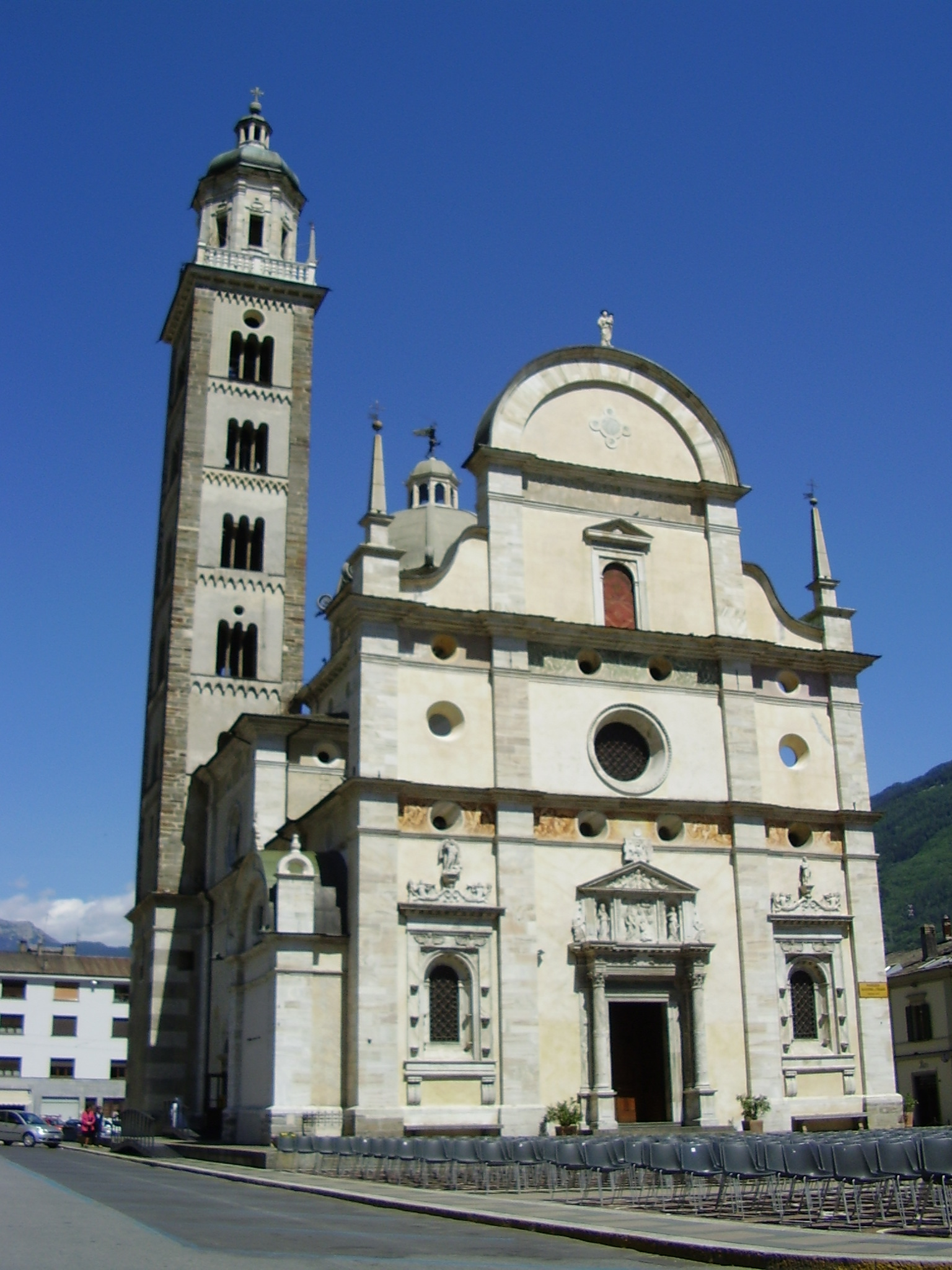
La facciata rinascimentale del Santuario della Madonna di Tirano

Il Santuario della Madonna di Tirano, che sorge nella parte settentrionale dell'abitato, è da considerarsi il monumento religioso più importante della Valtellina.
L'evento miracoloso alla base della costruzione del santuario stesso ebbe luogo, secondo la tradizione, il 29 settembre 1504 a Tirano, in un orto, quando la Madonna apparve a Mario Omodei, chiedendogli di edificare in quel luogo un tempio in suo onore. Egli fu quindi il primo promotore della costruzione del Santuario, iniziata il 25 marzo (giorno dell'Annunciazione di Maria Vergine) del 1505 e terminata nella sua parte esteriore nel 1513. Per la consacrazione della chiesa si dovette attendere sino al 14 maggio 1528 quando, completati gli interni, il santuario venne benedetto dal vescovo di Como Cesare Trivulzio.

#### Collegiata Prepositurale di San Martino
Anticamente sottoposta alla chiesa parrocchiale di Villa di Tirano, la chiesa madre di Tirano se ne distaccò già dal 1589 con un atto siglato dal vescovo di Como, Feliciano Ninguarda, che proprio in quell'anno si recò in visita pastorale nel comune.
Fu questo, probabilmente, uno dei motivi che vede tradizionalmente contrapposti i due paesi, le cui tensioni portarono nel 1629 il vescovo di Como, Lazzaro Carafino, a concedere alla chiesa di San Martino il titolo di collegiata, stabilendo una volta per tutte il primato tiranese su quello di Villa di Tirano, malgrado le proteste della popolazione villasca.
L'origine della chiesa di San Martino è incerta: probabilmente doveva sorgere in questo stesso luogo una chiesa medioevale della quale sono rimaste alcune tracce visibili, mentre altri studi hanno riportato l'origine della struttura addirittura al VII secolo.
L'attuale impianto della struttura risale invece alla metà del XVII secolo, quando la chiesa venne completamente ricostruita dalle fondamenta, inglobando solo minime parti della precedente struttura. La facciata risale invece al 1870 ed è un progetto del celebre architetto milanese Carlo Maciachini; gli affreschi del pronao sono del pittore valtellinese Giovanni Gavazzeni.

#### Chiesa di Sant'Agostino
La chiesa di Sant'Agostino di Tirano è una chiesa di modeste dimensioni che si trova nella cerchia del centro cittadino, presso l'attuale Palazzo Marinoni che ne era anticamente il convento annesso. Gestita dagli agostiniani, dopo la soppressione degli ordini religiosi di fine Settecento passò al clero secolare che l'amministra tuttora.
La struttura, semplice ma raffinata, si compone di un'unica navata interna.

#### Oratorio di San Pietro
La struttura dell'Oratorio di San Pietro è un luogo di culto di origine medioevale che veniva utilizzato come luogo di riunione e preghiera dei Disciplini o Confratelli di San Pietro. Successivamente, l'oratorio venne dedicato a San Filippo Neri durante la prima metà del XVII secolo e i confratelli iniziarono il restauro della struttura. La struttura è composta da un locale per le riunioni, da una piccola cappella per le preghiere dei confratelli, da alcune cantine e da un deposito stabile per il grano. Di rilievo è un portale in pietra verde, che si affaccia sull'attuale via Torelli, che venne realizzato nel 1629, come riporta un'iscrizione, la quale indica anche le lettere "SD" per "Schola Disciplinorum".

#### Xenodochio di Santa Perpetua
Il fatto che Tirano sia stata per secoli crocevia di viandanti e di pellegrini è testimoniato dallo xenodochio di Santa Perpetua, risalente all'XI secolo, ove venivano ospitati coloro che dal milanese e da Venezia si recavano in Germania, e che ancora domina Madonna di Tirano col piccolo campanile della sua chiesetta situata sopra il santuario che vanta affreschi alto medioevali.

#### Xenodochio di San Romerio
A poca distanza, sempre sulla stessa antica strada ma in territorio svizzero, si incontra lo xenodochio di San Romerio, costruito a 1.800 metri di altitudine su una rupe a strapiombo sul lago di Poschiavo e strettamente collegato al precedente. Fondati, pare, da nobili milanesi, i due conventi possedevano un ricco patrimonio fondiario e vennero ceduti nel 1517 al Santuario della Madonna.

#### Chiesa di San Rocco (Rasica)
La chiesa San Rocco, posta in località Rasica, si presenta agli occhi del visitatore con una forma tipicamente ottagonale e nella sua forma originale risale al Cinquecento. A proposito di questa chiesa si narra che Gian Giacomo Medici, Duca di Melegnano (il famoso Medeghino), nipote del pontefice Pio IV, durante uno dei suoi infruttuosi tentativi di impadronirsi della Valtellina, avrebbe inviato a Tirano nel 1531 un suo emissario travestito da frate per provvedere alla costruzione di un edificio a forma di chiesa che avrebbe dovuto invece fungere da fortezza. Gli abitanti, accortisi dell'imbroglio, insorsero scacciando il falso frate e portarono a compimento la struttura sul progetto di una chiesa, dedicandola al culto di San Rocco.

### Architetture civili

#### Palazzo Salis

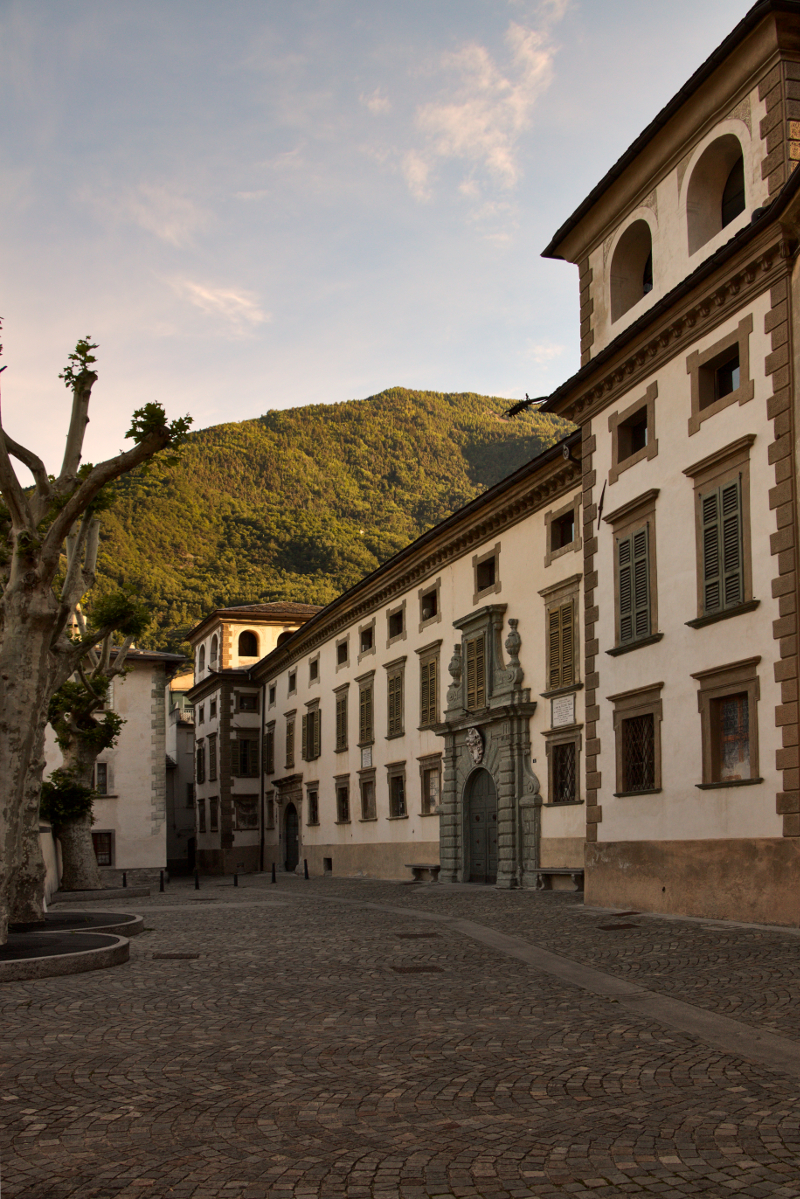
La facciata di Palazzo Salis

Palazzo Salis rappresenta un chiaro esempio di residenza nobiliare in Valtellina nel XVII secolo. Fu costruito a partire dagli inizi del Seicento da Giovanni Salis, governatore della Valtellina, partendo da un nucleo preesistente della famiglia Venosta, ed è caratterizzato nell'ampia facciata da un'impostazione tardo cinquecentesca con uno splendido portale a bugnato che riprende gli stilemi cari all'architettura toscano-medicea, realizzato su disegno di Jacopo Barozzi detto "il Vignola".
Gli interni, oggi visitabili in un circuito museale di 11 sale, tutte affrescate e restaurate, mostra prevalentemente apparati decorativi di epoca barocca.
In questo palazzo si ricorda anche il soggiorno di Giuseppe Garibaldi qui giunto durante le operazioni risorgimentali per la liberazione della Valtellina, e l'eroe del Risorgimento, il Conte Ing. Ulisse Salis.

#### Palazzo San Michele
La struttura oggi conosciuta come Palazzo San Michele era un tempo denominata col nome di "hostaria granda" ed era annessa al santuario mariano come luogo ove i pellegrini che vi giungevano potevano trovare ospitalità e ristoro. Successivamente divenuto casa padronale, il palazzo è costituito da un vasto cortile con due lati porticati da colonnati che si stagliano su due ordini di logge aventi archi a tutto sesto. I pilastri inferiori hanno base ottagonale.

#### Palazzo Visconti Venosta - Quadrio Curzio
Di origine probabilmente rinascimentale, questo palazzo appartenuto alla famiglia dei Visconti Venosta, ora Quadrio Curzio, è un'elegante dimora del centro cittadino. Caratteristica è la loggia centrale della facciata con le tre tipiche aperture della serliana. Quella centrale è sostenuta, sul davanti, da due eleganti colonnine, mentre sul retro le colonne corrispondenti sono sostituite da due graziosi angioletti in volo che fingono di sostenere il punto di scarico della volta. Interessante anche il portale di marmo bianco sottostante la loggia che fa da ingresso ad un piccolo cortile porticato ove sono ravvisabili stucchi e fregi di epoca rinascimentale.

#### Palazzo Merizzi
Il palazzo fa risalire il proprio impianto originale al XVI secolo. L'ingresso è contraddistinto da due ampi portali in pietra con archi a tutto sesto, di cui uno immette sul cortile d'onore realizzato quasi integralmente nel XVIII secolo. Questo ha una pianta quadrata ed è porticato da colonne e pilastri. Gli interni, contraddistinti da un gran numero di stanze con decorazioni d'epoca, presentano due famosi saloni foderati di pannelli in legno intagliato e dipinto con decorazioni in stile Luigi XIV, risalenti appunto al Seicento.

#### Palazzo Andres
È un antico palazzo dei Venosta con curiosi mascheroni monocromi dipinti nei voltini in muratura sotto la parte sporgente del tetto alla sommità della facciata. Viene da questo palazzo la vera in marmo del pozzo cinquecentesco attualmente nella corte della villa museo Visconti Venosta di Grosio.

#### Palazzo Parravicini
Il Palazzo Parravicini è situato nel centro storico della città, nell'omonima via. La costruzione, eretta nel XVI secolo, presenta una facciata elegante ed in stile, accompagnata da un'antica fontana sul fronte e una cappella di famiglia eretta nel 1664.

#### Palazzo Buttafava
Anche questo è un antico palazzo Venosta passato ai Della Croce e successivamente ai Buttafava.

#### Palazzo Pievani
Distrutto da una frana del monte Masuccio, viene ricostruito nel 1582. Il Palazzo comprende la Chiesetta di San Giacomo e il relativo campanile del XII secolo, unico sopravvissuto alla distruzione. La parte residenziale del Palazzo e la Chiesetta si affacciano sulla Piazza privata Antonio e Mario Pievani. La chiesa e parte del palazzo sono stati donati al Comune da Maria Pievani per ospitarvi la biblioteca civica intitolata al marito, lo scrittore Paolo Arcari, per anni docente nell'Università svizzera di Friburgo e alla figlia Paola Maria, giurista, preside della facoltà di Giurisprudenza dell'Università di Sassari.

#### Palazzo Marinoni
Palazzo Marinoni ha origini quantomai antiche in quanto, prima delle modifiche subite, era un convento di agostiniani annesso alla vicina chiesa di Sant'Agostino, appunto. Il convento venne chiuso dopo le soppressioni del giuseppinismo della fine del Settecento e venne privatizzato. Attualmente accoglie il municipio della città di Tirano.

#### Palazzo Torelli
Il Palazzo Torelli è uno dei due edifici di rilievo nell'area del tiranese di proprietà dell'antica famiglia locale dei Torelli. Questo palazzo, di stile barocco, venne voluto nel XVIII secolo dalla famiglia Misasi che a quell'epoca ne era proprietaria, per poi passare ai Torelli. Qui nacque e visse il famoso statista Luigi Torelli.

#### Torre Torelli
Edificata attorno alla metà del XIX secolo come struttura per l'allevamento dei bachi da seta, la torre è un esempio di archeologia industriale ed una testimonianza della diffusione del gusto neogotico, tipico del periodo, in Italia. La struttura è corredata alla sommità da doccioni di stile medioevale a forma di drago, da una campana e un orologio per regolare i tempi di lavoro.

#### Ufficio delle Accise Dogane e Monopoli UD Tirano
La storia dell’edificio della dogana alla stazione di Tirano è strettamente connessa a quella delle ferrovie tra le quali venne costruito.
Nel 1902 giungeva a Tirano il primo convoglio della F.A.V. – Ferrovia Alta Valtellina – dopo il prolungamento della linea da Sondrio a Tirano.
L’evento diede la spinta decisiva al progetto, che risaliva al 1899, di costruire una ferrovia elettrificata a scartamento ridotto per il collegamento indiretto da Sankt Moritz, nell'alta Engadina in Svizzera, fino a Milano.
Il primo trenino del Bernina, infatti, a quell’epoca con i vagoni dipinti di un vivace colore giallo limone e non rosso come è oggi, giunse a Tirano dalla limitrofa valle di Poschiavo nel 1908, e dopo due anni sarebbe stato completato tutto il tracciato attraverso il Passo del Bernina, collegando così l’Italia all’Engadina.
In questo quadro, si inserisce la costruzione della nuova Dogana alla stazione di Tirano.
Per i primi anni di esercizio della ferrovia del Bernina, esisteva solo una semplice pensilina che accoglieva i viaggiatori provenienti dalla Svizzera, come è testimoniato da alcune fotografie dell’epoca, ma un prezioso documento tra gli atti storici d’ufficio sancisce al 15 maggio 1927 la consegna al Ricevitore di Dogana del nuovo fabbricato, da parte dell’appaltatore e costruttore.
È un sobrio ed elegante edificio in stile Art-Déco pre-razionalista, con reminiscenze dell’architettura storica nelle colonne che scandiscono le trifore e le lesene della facciata, e nello stesso tempo dalla forte connotazione alpina per il tetto a piramide ribassata ricoperto di lastre di ardesia.
Negli anni successivi, la parte posteriore del fabbricato verso l’armamento ferroviario fu ceduta alla Ferrovia del Bernina.
Lo storico edificio assolve ancora oggi la sua funzione di sede della Direzione dell’Ufficio delle Dogane di Tirano e di stazione della Ferrovia retica.
Al momento l’edificio è oggetto di interventi di riqualificazione che coinvolgeranno sia la facciata che gli spazi interni.

### Architetture militari

#### Le Tre Porte
Dopo la costruzione delle mura ludoviciane a Tirano, vennero erette anche tre porte per consentire l'accesso alla città e vennero realizzate in corrispondenza delle vie commerciali e militari di maggior rilievo.
Esse sono ancora presenti nel centro storico dell'abitato e portano i nomi di Porta Milanese (in direzione di Milano), Porta Poschiavina (in direzione di Poschiavo) e Porta Bormina (in direzione di Bormio).

#### Castello Omodei
Indicato anche come "Castello del Dosso" o "Castellaccio", il castello di Tirano è indubbiamente uno degli edifici più antichi della città. Esso è posto per ragioni strategiche in posizione dominante sull'abitato e sin dal medioevo ha svolto la funzione di principale baluardo di difesa della città e della sua vallata.
Della sua storia sappiamo che esso era già presente nel 1140 quando proprietario dello stabile era il vescovo di Como, Ardizzone, che ne fece residenza per i prelati comaschi quando questi si trovavano in visita in Valtellina, e successivamente passò nelle mani della nobile famiglia degli Omodei.
Smantellato dai Grigioni quando presero possesso della città, esso non venne più ricostruito e giace ad oggi allo stato di rudere.

### Altri luoghi d'interesse

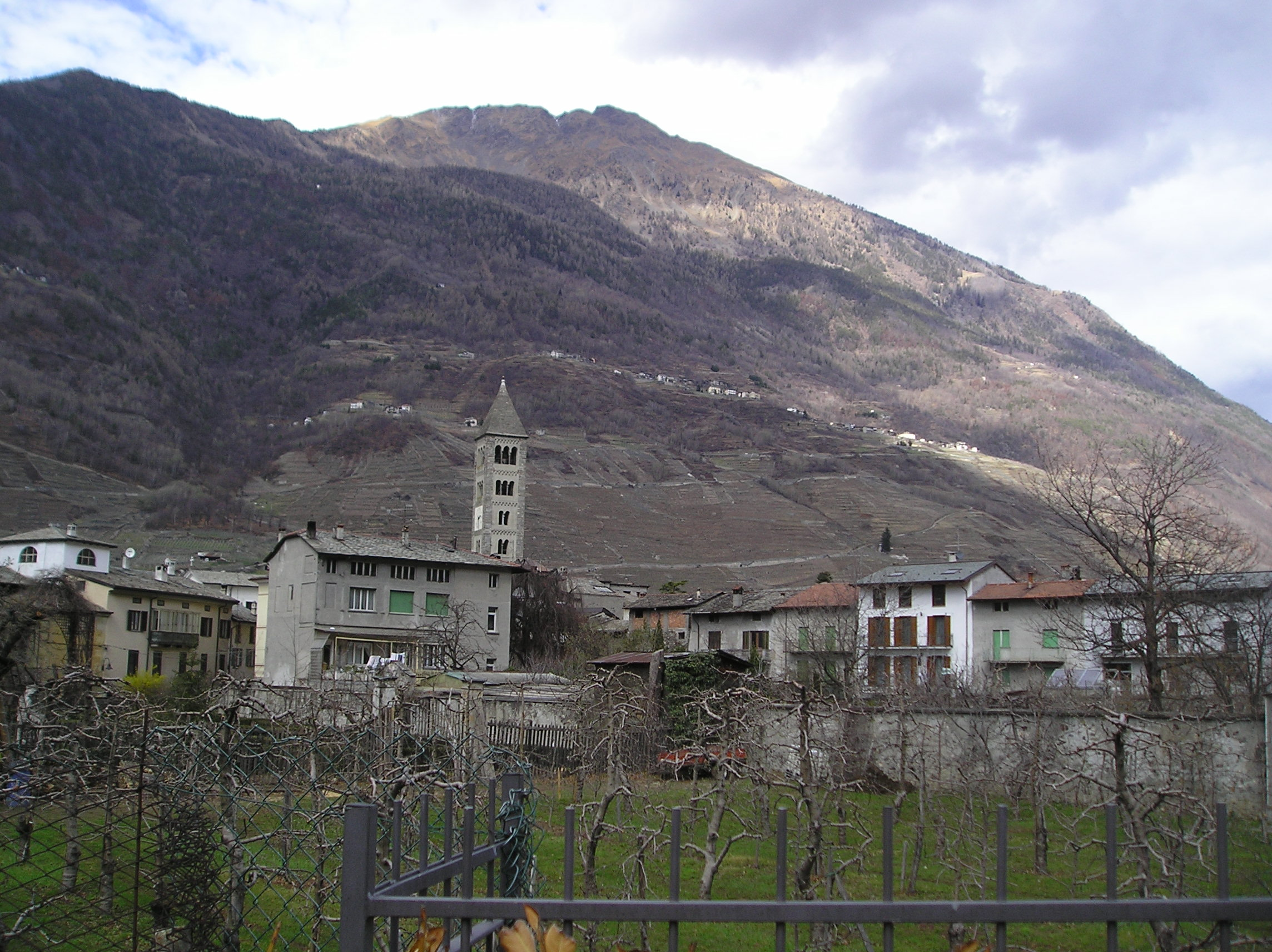
Vista del centro di Tirano. Sullo sfondo: Baruffini e Monte Masuccio

Tirano è stata definita "la Merano della Valtellina", poiché con quella località condivide la presenza di viali e strade alberate e pregevoli giardini pubblici nelle zone centrali.
La parte storica, che sorge sulla riva sinistra dell'Adda è, a tratti, ancora circondata dalle possenti mura volute dal duca di Milano Ludovico il Moro verso la fine del XV secolo, e dominata dalle rovine della poderosa Torre del castello di Santa Maria, familiarmente detto Castellaccio, di recente restaurate.

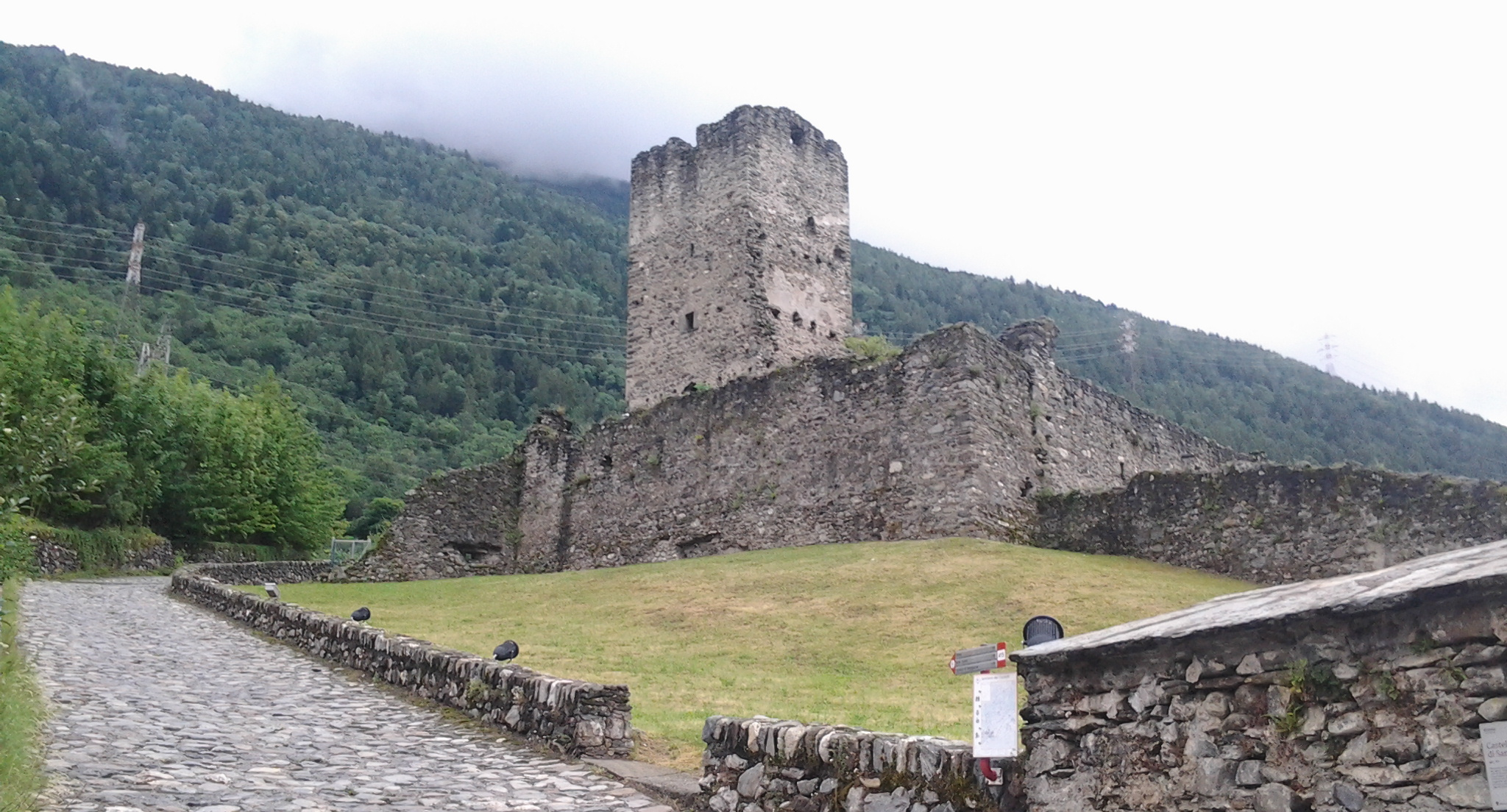
Castello di Santa Maria a Tirano

In buono stato di conservazione sono le tre porte da cui si accedeva al borgo: la Porta Poschiavina collegante con i Grigioni e l'Engadina, la Porta Bormina verso Bormio e il Passo dello Stelvio e la Porta Milanese attraverso la quale accedeva chi pervenisse dal Lago di Como o dal Passo dell'Aprica.
A Tirano sono presenti diversi palazzi signorili: tra questi si ricordano Palazzo Marinoni (anticamente convento degli Agostiniani nel XV secolo ed ora sede municipale), Palazzo Quadrio, Palazzo SALIS, Palazzo Merizzi, Palazzo D'Oro-Lambertenghi, Palazzo Visconti-Venosta, Palazzo Pievani, Palazzo Parravicini, Palazzo Buttafava, Palazzo Torelli (XVII-XVIII secolo).

## Società

### Evoluzione demografica
Abitanti censiti

## Cultura
Musei
Museo Etnografico Tiranese
Palazzo Salis
Casa-Museo D’Oro Lambertenghi

### Cucina
(Leonardo da Vinci, Codice Atlantico - Foglio 214, 1483-1518)
Tipici della zona sono, oltre a formaggi e salumi, la vasta produzione di mele nelle zone sul versante orobico ed i vini (basti ricordare lo Sforzato, prodotto anche con uva fatta passire sui graticci) prodotti sui tipici vigneti a terrazzo del versante retico, dominati dalle frazioni Baruffini e Roncaiola.
In tempi più antichi era diffusissima in valle la coltivazione del grano saraceno, che ci ha lasciato famosi piatti tradizionali, a base di farina nera e formaggi, quali:
- polenta nera
- sciatt
- pizzoccheri
- chisciöi

## Economia

### Artigianato
Diffusa a Tirano è la lavorazione del peltro, finalizzata alla produzione di oggetti artistici, monili, trofei, vassoi e piatti.

## Infrastrutture e trasporti

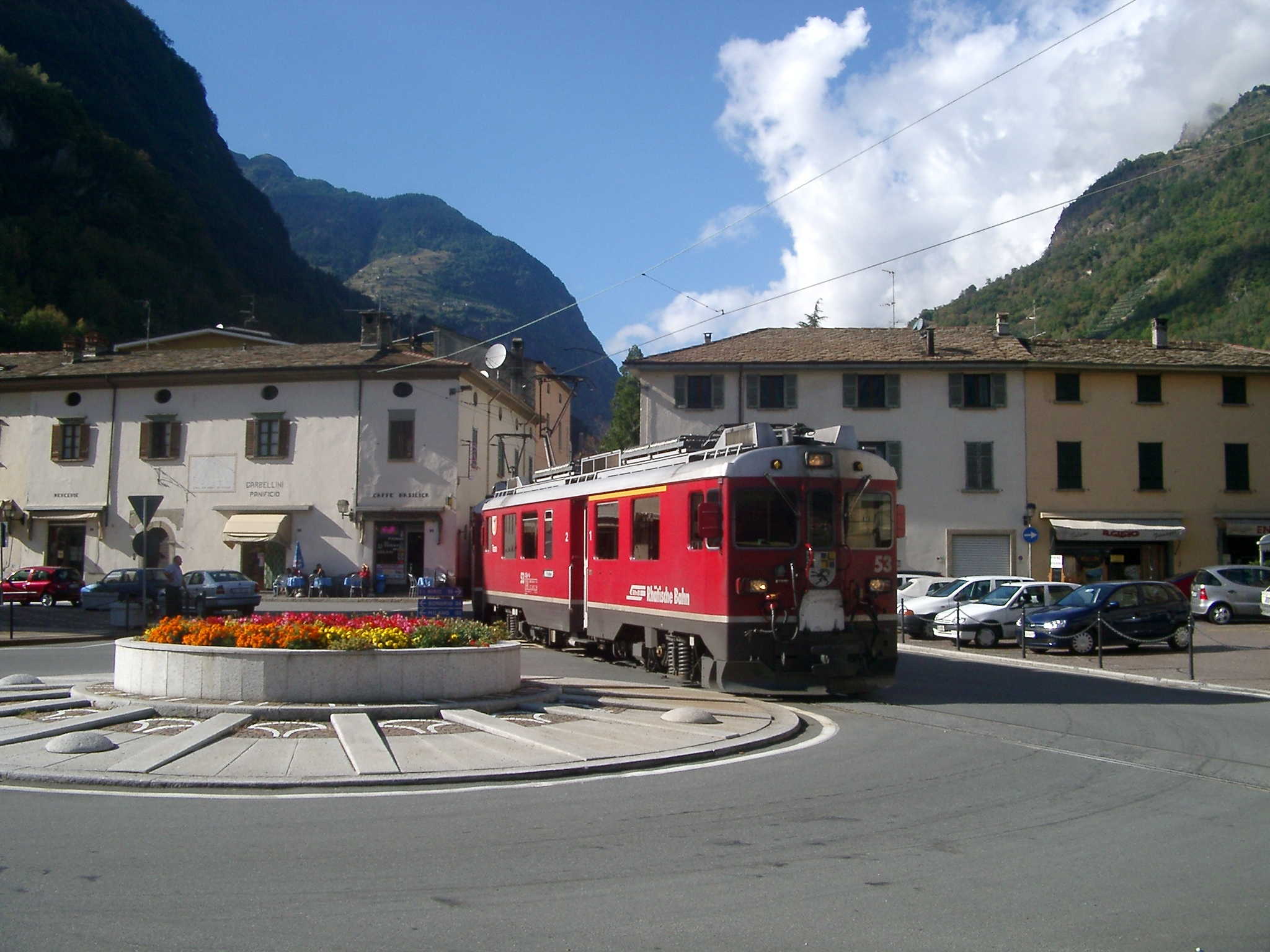
Un treno della Ferrovia Retica in piazza Basilica, a Tirano

### Strade
Tirano è situata in corrispondenza dello snodo tra due importanti strade carrozzabili:
- la Strada statale 38 dello Stelvio, che permette di raggiungere agevolmente da un lato Milano (imboccando la Strada statale 36 del Lago di Como e dello Spluga all'altezza di Piantedo) e Como (tramite la cosiddetta "Via Regina", che anch'essa si dirama da Piantedo) e dall'altro la Val Venosta e Bolzano passando per il Passo dello Stelvio;
- la Strada statale 38 dir/A dello Stelvio, che prosegue in territorio svizzero come Strada principale 29, che collega Tirano all'Engadina attraverso il Passo del Bernina.

### Ferrovie
A Tirano vi sono due stazioni ferroviarie situate sulla medesima piazza, entrambe con funzione di capolinea delle rispettive tratte ferroviarie che tuttavia non sono collegate tra loro:
- la stazione RFI, capolinea della linea per Lecco, gestita fino al 1970 dalla società Ferrovia Alta Valtellina e oggi dalle Ferrovie dello Stato Italiane;

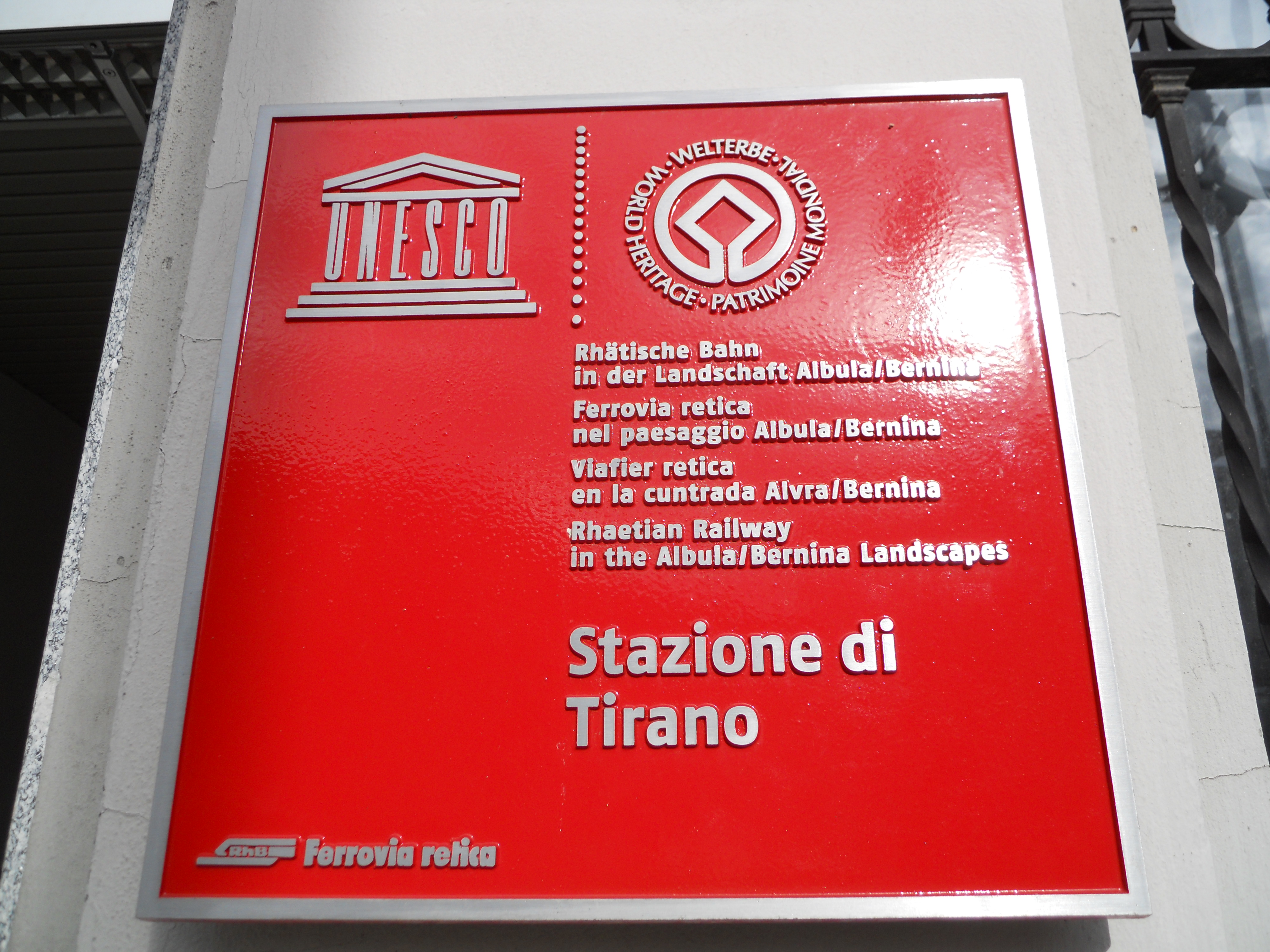
Targa alla Stazione di Tirano

- la stazione della Ferrovia Retica, capolinea della linea per Sankt Moritz, a scartamento metrico, che attraversa la Val Poschiavo e il Passo del Bernina seguendo un percorso che per bellezza e arditezza è considerato tra i più interessanti al mondo, tanto da essere stato incluso nei patrimoni dell'umanità dell'UNESCO nel 2008.

## Amministrazione

Il gonfalone comunale

| Periodo        | Periodo        | Primo cittadino               | Partito                            | Carica  | Note |
| -------------- | -------------- | ----------------------------- | ---------------------------------- | ------- | ---- |
| 1945           | 1946           | Nicola Lucini                 |                                    | Sindaco |      |
| 1946           | 1949           | Bernardino Mazza              |                                    | Sindaco |      |
| 1949           | 1951           | Balilla Pinchetti             |                                    | Sindaco |      |
| 1951           | 1956           | Ermeneglido Cattaneo          |                                    | Sindaco |      |
| 1956           | 1960           | Benedetto Della Vedova        |                                    | Sindaco |      |
| 1960           | 1964           | Andrea Panizza                |                                    | Sindaco |      |
| 1964           | 1970           | Aldo Oberti                   |                                    | Sindaco |      |
| 1970           | 1990           | Lorenzo Maganetti             |                                    | Sindaco |      |
| 1990           | 1999           | Flavio Poluzzi                |                                    | Sindaco |      |
| 1999           | 2004           | Giordano Rossi                | Lista civica                       | Sindaco |      |
| 2004           | 2014           | Pietro Giovanni Del Simone    | Lista civica "Progetto per Tirano" | Sindaco |      |
| 26 maggio 2014 | 10 giugno 2024 | Franco Spada                  | Lista civica "Rinnova Tirano"      | Sindaco |      |
| 10 giugno 2024 | in carica      | Stefania Mariagrazia Stoppani | Lista civica "Officina Tirano"     | Sindaco |      |

### Altre informazioni amministrative
Tirano è capoluogo della Comunità Montana della Valtellina di Tirano, che raggruppa complessivamente 12 comuni.

## Sport

### Calcio
La squadra di calcio di Tirano è l'Unione Sportiva Tiranese, nata nel 1919, che milita attualmente nel campionato regionale di Prima Categoria. Nel 2010 è stata promossa al campionato regionale di Promozione, in seguito a un ripescaggio. In passato ha militato anche in serie C negli anni 1945-1948.

### Ciclismo
Il 10 giugno 1967 ha ospitato l'arrivo della 21ª tappa (Trento - Tirano) del 50º Giro d'Italia con la vittoria di Marcello Mugnaini.
L'11 giugno 1967 ha ospitato la partenza della 22ª tappa (Tirano - Madonna del Ghisallo) del 50º Giro d'Italia con la vittoria di Aurelio González.
L'11 giugno 1991 ha ospitato la partenza della 16ª tappa (Tirano - Selva di Val Gardena) del 74º Giro d'Italia con la vittoria di Massimiliano Lelli.
Il 23 maggio 2005 ha ospitato la partenza della 15ª tappa (Madonna di Tirano - Lissone) del 88º Giro d'Italia con la vittoria di Alessandro Petacchi.
Il 28 maggio 2008 ha ospitato l'arrivo della 20ª tappa (Rovetta - Tirano) del 91º Giro d'Italia con la vittoria di Emanuele Sella.
Il 25 maggio 2011 ha ospitato l'arrivo della 17ª tappa (Feltre - Tirano) del 94º Giro d'Italia con la vittoria di Diego Ulissi.
Il 27 maggio 2015 ha ospitato la partenza della 17ª tappa (Tirano - Lugano) del 98º Giro d'Italia con la vittoria di Sacha Modolo.
Il 6 luglio 2016 ha ospitato l'arrivo della 5ª tappa (Grosio - Tirano) del Giro Rosa con la vittoria di Mara Abbott.
Il 24 maggio 2017 ha ospitato la partenza della 17ª tappa (Tirano - Canazei) del 100º Giro d'Italia con la vittoria di Pierre Rolland.
Il 18 giugno 2017 ha ospitato la 2ª tappa dell'8º Giro d'Italia Handbike con la vittoria assoluta di Vittorio Podestà.
Il 1º maggio 2019 ha ospitato la 3ª tappa dell'10º Giro d'Italia Handbike con la vittoria assoluta di Vittorio Podestà.

## Galleria d'immagini

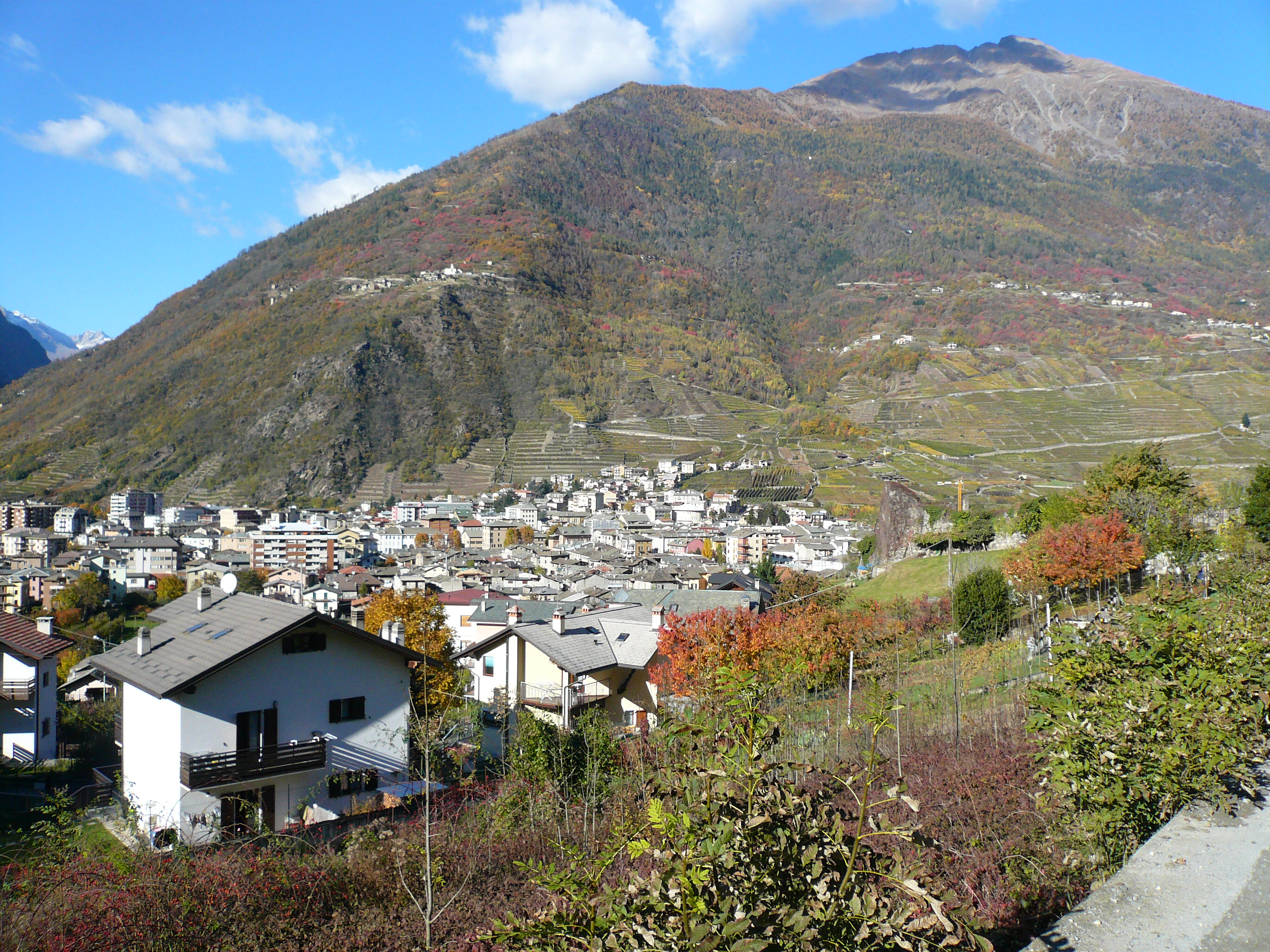
Il Castellaccio
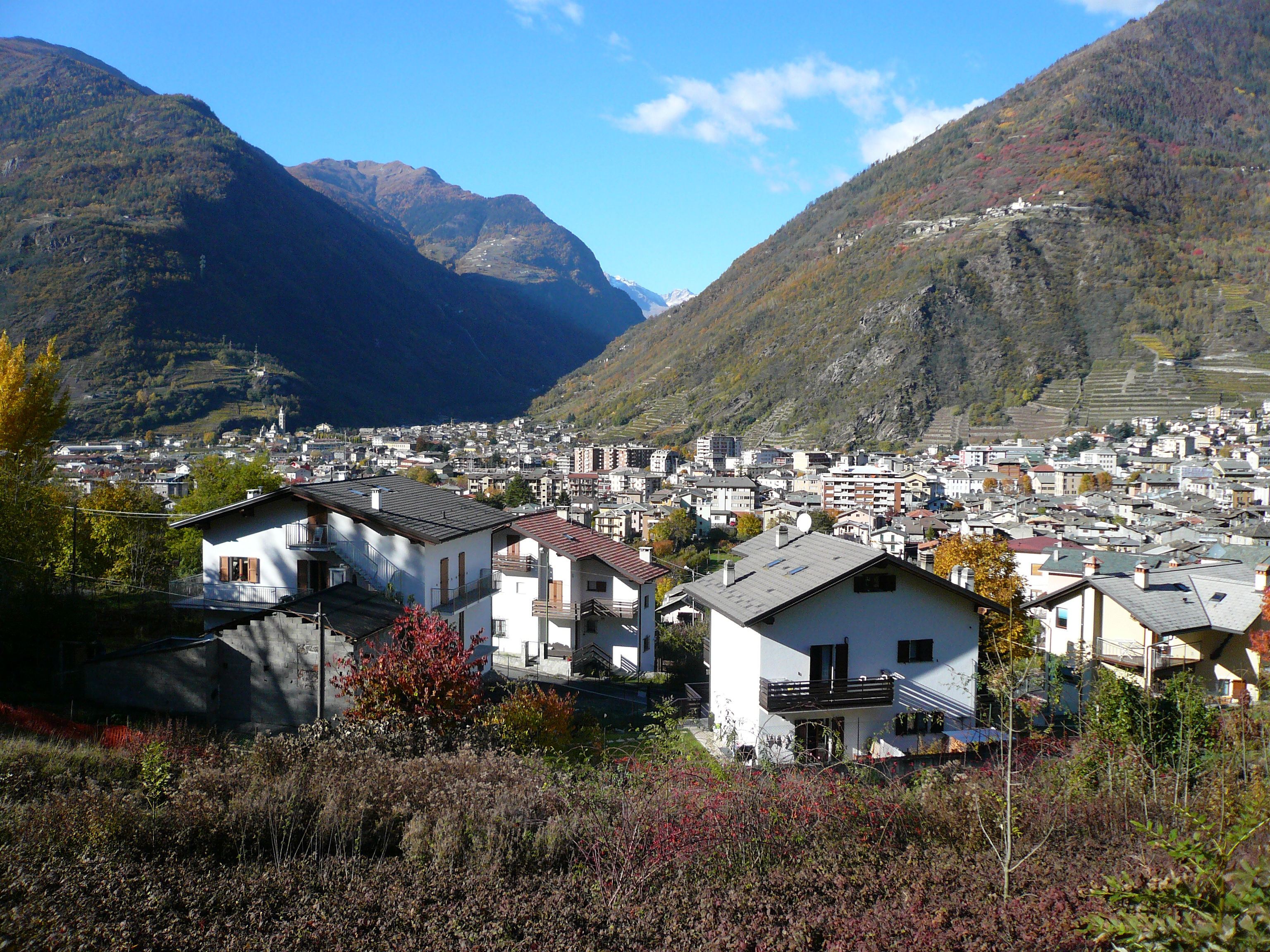
Panorama
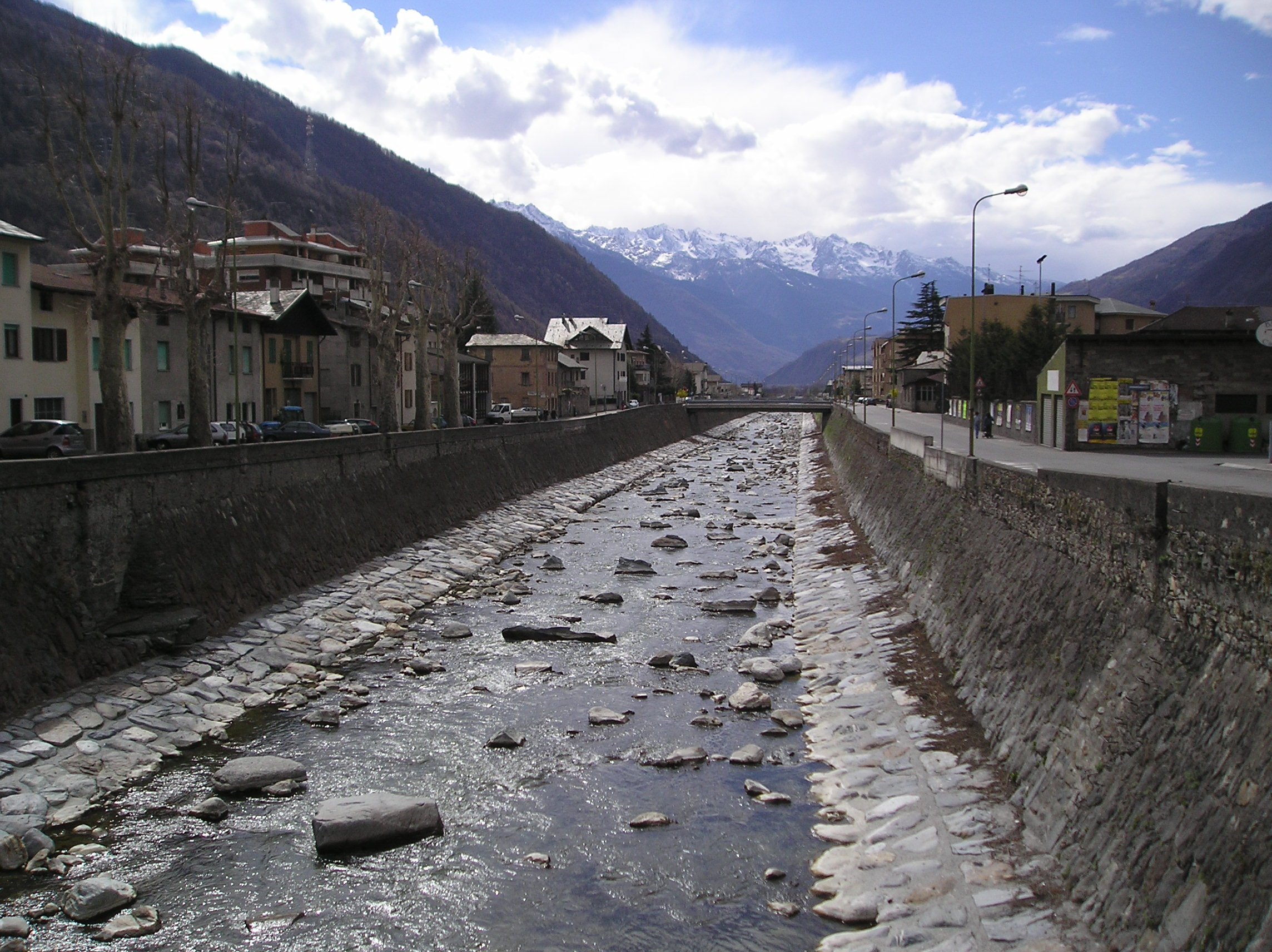
L'Adda
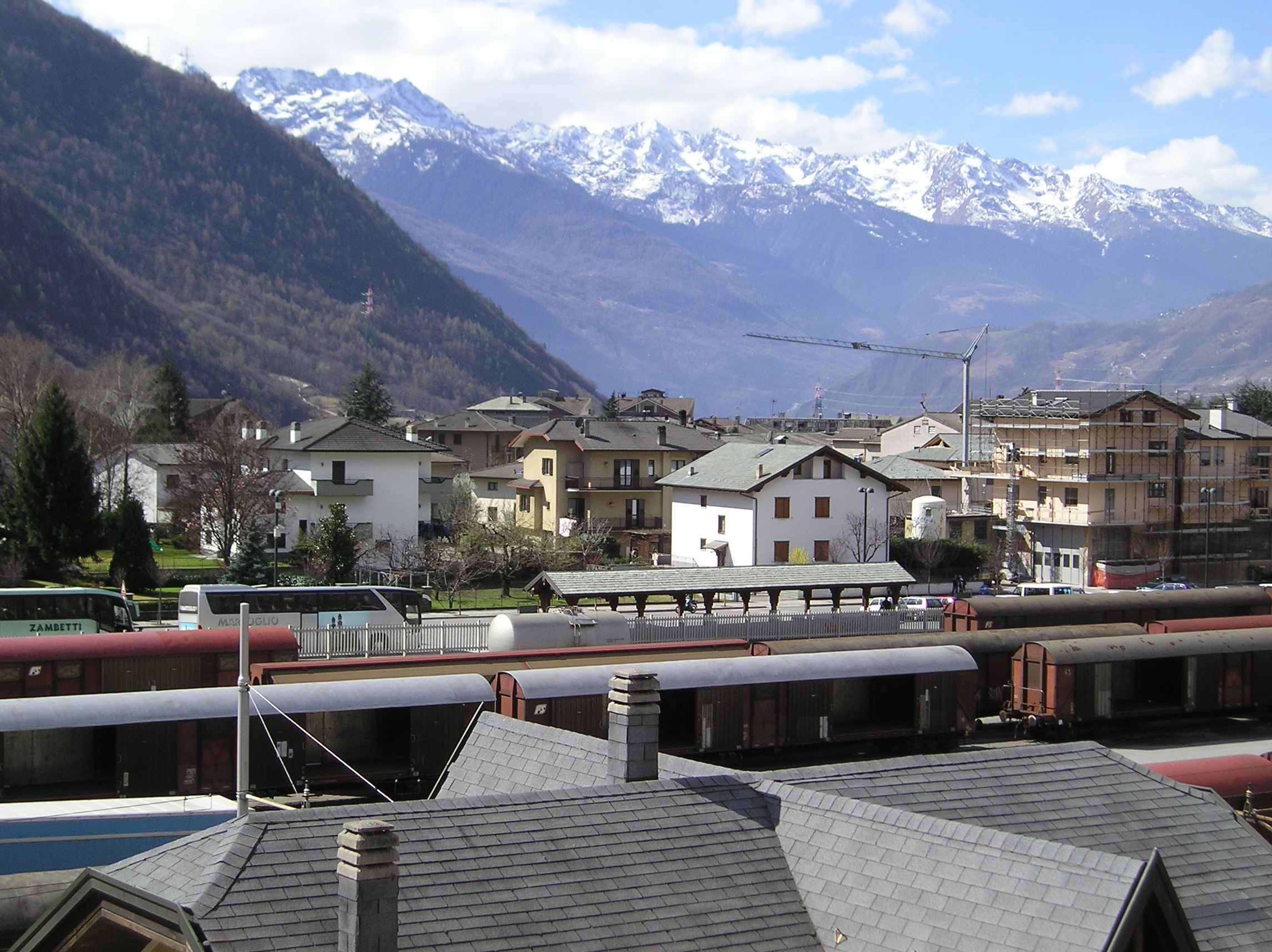
Veduta